# Neukirchen beim Heiligen Blut
Neukirchen beim Heiligen Blut är en köping (Markt) i Landkreis Cham i Regierungsbezirk Oberpfalz i förbundslandet Bayern i Tyskland.